# Qualificazioni al campionato mondiale maschile di pallavolo 2014
Le qualificazioni per il campionato mondiale di pallavolo maschile 2014, le cui fasi finali si sono tenute in Polonia, sono iniziate il 27 aprile 2012.
In totale si sono qualificate per le fasi finali del campionato mondiale 23 squadre (3 dall'Africa, 4 dall'Asia-Oceania, 5 dal Nord America, 3 dal Sud America e 8 dall'Europa), oltre alla Polonia, paese organizzatore, qualificata di diritto.

## Qualificazioni continentali

### America del Nord
Delle 35 squadre NORCECA:
- 33 squadre partecipanti.
- si qualificano 5 squadre.

## Squadre qualificate
- Polonia: paese organizzatore.

| Africa - Camerun - Egitto - Tunisia | America del Nord - Canada - Cuba - Messico - Porto Rico - Stati Uniti | America del Sud - Argentina - Brasile - Venezuela | Asia e Oceania - Australia - Cina - Corea del Sud - Iran | Europa - Italia - Russia - Bulgaria - Serbia - Germania - Belgio - Finlandia - Francia |